# Кангерлуссуак

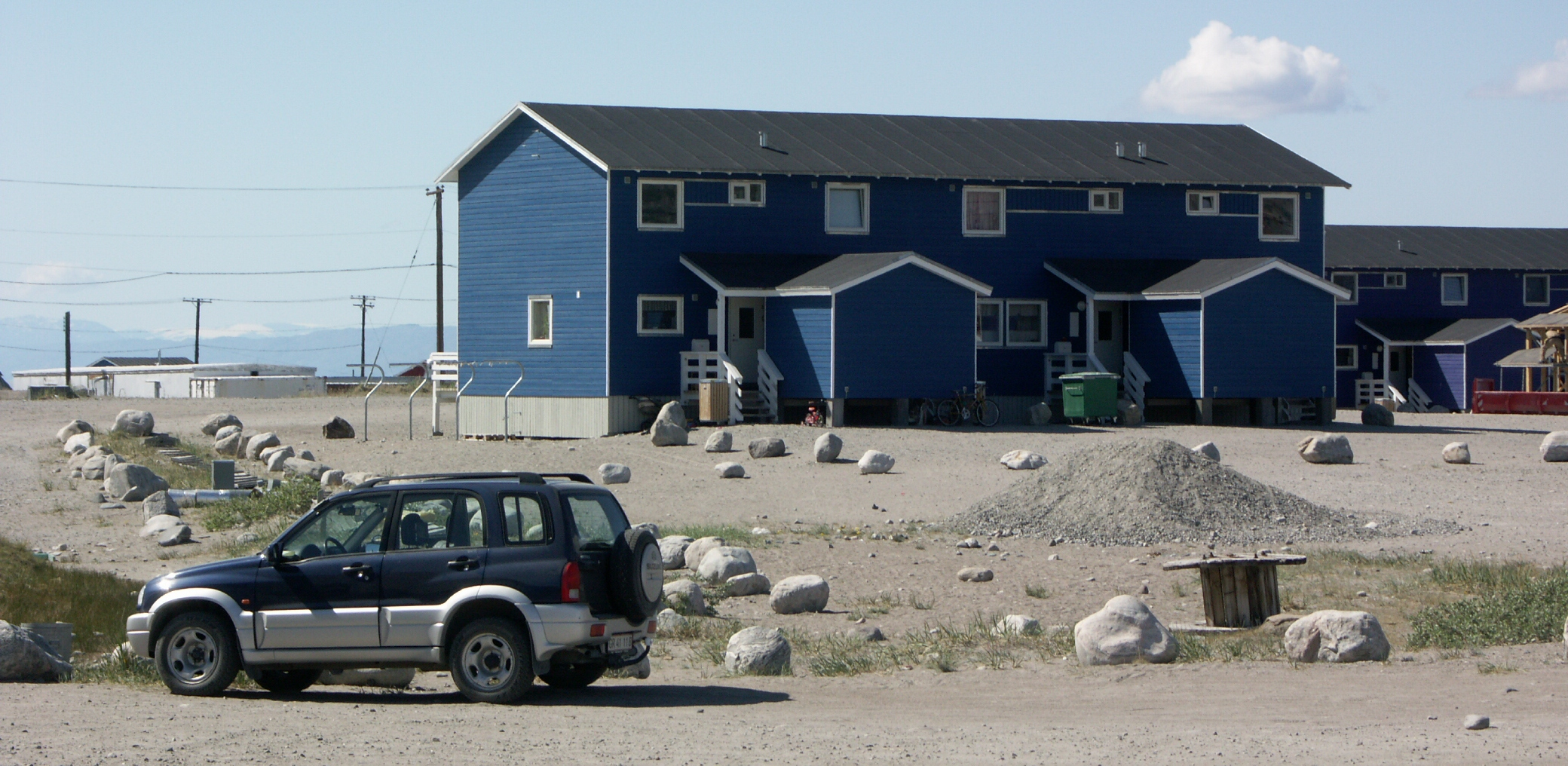
Жилой район в Кангерлуссуаке

Кангерлуссуак (дат. Søndre Strømfjord) — поселение в западной Гренландии в коммуне Кекката. Это главный узел воздушного транспорта Гренландии, является местом крупнейших коммерческих аэропортов Гренландии. Кангерлуссуак происходит от гренландского слова «Большой фьорд». В окрестностях обитают разнообразные дикие животные (в том числе овцебыки и карибу). Сочетание этих двух факторов сделало Кангерлуссуак значительным туристическим центром на протяжении большей части года. Экономика поселения с населением 556 человек в настоящее время почти полностью зависит от аэропорта и туристической индустрии.

## История
Кангерлуссуак был основан 7 октября 1941 года, на восточной окраине фьорда Кангерлуссуак, под руководством полковника Бернта Бальхена ВВС США. Хотя, безусловно, охотники-инуиты посещали Кангерлуссуак, но их поселений там не было. После оккупации Дании Германией во Второй мировой войне, американские войска вторглись в Гренландию, построили нескольких баз. После распада Советского Союза полезность базы значительно уменьшилась, и последний персонал покинул базу 30 сентября 1992 года. База впоследствии попала под контроль гренландского самоуправления и получила своё первое гренландское название, Кангерлуссуак. До сих пор аэропорт Кангерлуссуак остаётся одним из лучших в Гренландии. Многие сооружения в посёлке были возведены американцами.

## Население
Население Кангерлуссуака значительно сократилось после ликвидации американской авиабазы. Однако в последние годы демографическое положение стабилизировалось, и наметился небольшой рост численности местных жителей.

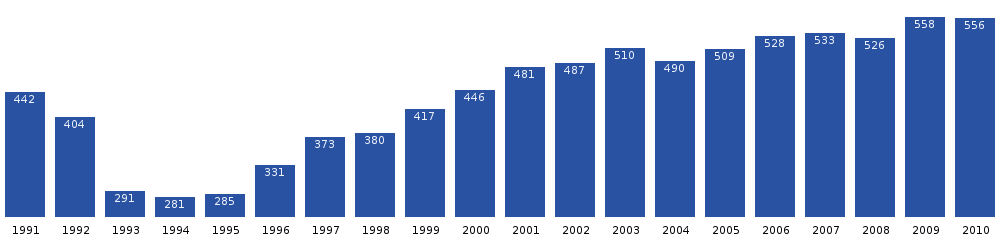
Динамика роста населения Кангерлуссуака за период двух последних десятилетий

## Климат
| Показатель                                | Янв.  | Фев.  | Март  | Апр.  | Май  | Июнь | Июль | Авг. | Сен. | Окт. | Нояб. | Дек.  | Год   |
| ----------------------------------------- | ----- | ----- | ----- | ----- | ---- | ---- | ---- | ---- | ---- | ---- | ----- | ----- | ----- |
| Средний суточный максимум, °C             | −14,5 | −16,4 | −12,4 | −2,2  | 7,6  | 13,9 | 16,3 | 13,4 | 7,5  | −1,8 | −7,6  | −11   | −0,6  |
| Средняя температура, °C                   | −19,8 | −21,4 | −18,1 | −7,8  | 2,5  | 8,6  | 10,7 | 8,2  | 3,0  | −5,5 | −12,1 | −16,4 | −5,7  |
| Средний суточный минимум, °C              | −24,4 | −26,7 | −24   | −13,3 | −2,5 | 3,3  | 4,8  | 3,0  | −1,4 | −9,8 | −16,4 | −20,8 | −10,7 |
| Норма осадков, мм                         | 5     | 4     | 5     | 6     | 8    | 15   | 24   | 33   | 18   | 14   | 11    | 7     | 149   |
| Источник: Danish Meteorological Institute |       |       |       |       |      |      |      |      |      |      |       |       |       |

## География
Юго-восточную границу Кангерлуссуака формирует река Киннгуата-Кууссуа, также чуть восточнее поселения находится устье реки Акулиарусиарсууп-Кууа. Примерно в двух километрах к юго-востоку от поселения находится крупное озеро Тасерсуатсиак.
Гравийная дорога связывает Кангерлуссуак с ледником. Первоначально она использовалась в качестве места проведения тестов автомобилей. Сейчас она используется в основном для туристических целей.

## Транспорт
Гражданский аэропорт в Гренландии стал достаточно вместительным для посадки таких больших самолетов как Боинг-747. Кангерлуссуак является самым важным транспортным узлом Гренландии. Шесть рейсов еженедельно из Копенгагена и внутренние рейсы Air Greenland в столицу Нуук, Илулиссат и другие регионы. Другие рейсы доступны летом в Кеблавик, Исландия. Доступ в исследовательские лагеря ледяного покрова Гренландии, в том числе в датский полевой лагерь Северное сцепление открывается через Кангерлуссуак.

## Научные исследования
Существуют центры ионосферных и атмосферных исследований, такие как Sondrestrom, расположенный примерно в 15 км к западу от Кангерлуссуака. Широко известна во всем городе Kellyville. Она функционирует на базе НИИ Международного Национального научного фонда США и Датского метеорологического института. В архиве объекта насчитывается более 20 документов, большинство из которых представляют уникальную информацию об Арктике и её верхних слоях атмосферы. Центральным инструментом является РЛС с 32 м полностью управляемой антенной. Она начала функционировать с ионосферным радаром, который был доставлен от Аляски в Кангерлуссуак в 1983 году и продолжает пользоваться большим спросом со стороны научного сообщества. Кангерлуссуак также провел Гренландский симпозиум космических наук в мае 2007 года. Выбор Гренландии в качестве места для симпозиума отметил богатую историю Гренландии в использовании научных инструментов.

## Испытания ракет
Начиная с 1971 года ведутся испытания ядерных ракет.